# Józef Wandalin Mniszech
Józef Wandalin Mniszech herbu Mniszech (ur. 1670, zm. 1747) – marszałek wielki koronny od 1713, marszałek nadworny litewski od 1706, kasztelan krakowski od 1742, generał artylerii litewskiej w latach 1701–1706, starosta sanocki w latach 1691–1729, starosta jaworowski, gołąbski, rohatyński, sędzia kapturowy na sejmie elekcyjnym 1733 roku, sędzia kapturowy ziemi sanockiej w 1696 roku. 

## Życiorys
Jego ojcem był; Jerzy Jan Wandalin Mniszech (zm. 1693) – bratanek carowej Maryny Mniszchówny – starosta sanocki, wojewoda wołyński, poseł.
Józef Wandalin Mniszech poślubił (przed 1694 r.) córkę księcia Szymona Karola Ogińskiego (1619–1699) – miecznika litewskiego i Teodory Korsakówny; ks. Elenorę Ogińską.
I z tego związku miał; Teresę Mniszech (1694–1746) poślubioną przez Jana Franciszka Stadnickiego i po 1717 r. wziął z nią ślub Józef Lubomirski.
Józef Wandalin Mniszech wziął ponownie ślub z Konstancją Tarłówną i miał czworo dzieci: Jerzego Augusta Mniszcha (1715–1778), Jana Karola Mniszcha (1716–1759), Elżbietę Mniszchównę (zm. 1746), żonę Karola Wielopolskiego, i Ludwikę Mniszchównę (1712–1785), żonę Józefa Potockiego.
Był posłem ziemi sanockiej na sejm konwokacyjny 1696 roku. Po zerwanym sejmie konwokacyjnym 1696 roku przystąpił 28 września 1696 roku do konfederacji generalnej. Deputat ziemi sanockiej do rady stanu rycerskiego rokoszu łowickiego w 1697 roku. Poseł na sejm 1701 roku i sejm z limity 1701–1702 roku z ziemi sanockiej. Był uczestnikiem Walnej Rady Warszawskiej 1710 roku. 
Józef Wandalin Mniszech był bliskim współpracownikiem króla Augusta II, potem pobierał stałą pensję rosyjską. Był członkiem konfederacji generalnej zawiązanej 27 kwietnia 1733 roku na sejmie konwokacyjnym. W czasie elekcji w 1733 roku został sędzią generalnego sądu kapturowego. Zwolennik kandydatury Stanisława Leszczyńskiego, którego był elektorem, potem poparł Augusta III. W 1735 roku podpisał uchwałę Rady Generalnej konfederacji warszawskiej. 
Odznaczony Orderem Orła Białego, jak również rosyjskimi orderami św. Andrzeja w 1742 roku i św. Aleksandra Newskiego w 1742 roku.